# Tiere bis unters Dach/Liste der Darsteller

Logo zur Serie

Dies ist eine Übersicht über die wichtigsten Figuren der Kinderserie Tiere bis unters Dach.

## Stammbäume der Serienfamilien/Übersicht der Hauptfiguren
|                    |                    |                    |                    |                    |                    |                   |                   |                   |                   |                   |                   |                   |                   |           |           |                   |                   |                   |                   |                   |                   |              |              |              |              |  |  |              |              |              |              |                |                |                |                | Oma Almut      |                |  |  |                 |                 |                 |                 |                 |                 |               |               |               |               |             |             |             |             |
|                    |                    |                    |                    |                    |                    |                   |                   |                   |                   |                   |                   |                   |                   |           |           |                   |                   |                   |                   |                   |                   |              |              |              |              |  |  |              |              |              |              |                |                |                |                |                |                |  |  |                 |                 |                 |                 |                 |                 |               |               |               |               |             |             |             |             |
|                    |                    |                    |                    |                    |                    |                   |                   |                   |                   |                   |                   |                   |                   |           |           |                   |                   |                   |                   |                   |                   |              |              |              |              |  |  |              |              |              |              |                |                |                |                |                |                |  |  |                 |                 |                 |                 |                 |                 |               |               |               |               |             |             |             |             |
| Andreas Brüggemann | Andreas Brüggemann | Andreas Brüggemann | Andreas Brüggemann | Andreas Brüggemann | Andreas Brüggemann |                   |                   | Helena Brüggemann | Helena Brüggemann | Helena Brüggemann | Helena Brüggemann | Helena Brüggemann | Helena Brüggemann |           |           | Dr. Philip Hansen | Dr. Philip Hansen | Dr. Philip Hansen | Dr. Philip Hansen | Dr. Philip Hansen | Dr. Philip Hansen |              |              |              |              |  |  |              |              |              |              | Annette Hansen | Annette Hansen | Annette Hansen | Annette Hansen | Annette Hansen | Annette Hansen |  |  | Susanne Spieker | Susanne Spieker | Susanne Spieker | Susanne Spieker | Susanne Spieker | Susanne Spieker |               |               | Jobst Lauer   | Jobst Lauer   | Jobst Lauer | Jobst Lauer | Jobst Lauer | Jobst Lauer |
| Andreas Brüggemann | Andreas Brüggemann | Andreas Brüggemann | Andreas Brüggemann | Andreas Brüggemann | Andreas Brüggemann |                   |                   | Helena Brüggemann | Helena Brüggemann | Helena Brüggemann | Helena Brüggemann | Helena Brüggemann | Helena Brüggemann |           |           | Dr. Philip Hansen | Dr. Philip Hansen | Dr. Philip Hansen | Dr. Philip Hansen | Dr. Philip Hansen | Dr. Philip Hansen |              |              |              |              |  |  |              |              |              |              | Annette Hansen | Annette Hansen | Annette Hansen | Annette Hansen | Annette Hansen | Annette Hansen |  |  | Susanne Spieker | Susanne Spieker | Susanne Spieker | Susanne Spieker | Susanne Spieker | Susanne Spieker |               |               | Jobst Lauer   | Jobst Lauer   | Jobst Lauer | Jobst Lauer | Jobst Lauer | Jobst Lauer |
|                    |                    |                    |                    |                    |                    |                   |                   |                   |                   |                   |                   |                   |                   |           |           |                   |                   |                   |                   |                   |                   |              |              |              |              |  |  |              |              |              |              |                |                |                |                |                |                |  |  |                 |                 |                 |                 |                 |                 |               |               |               |               |             |             |             |             |
|                    |                    |                    |                    |                    |                    |                   |                   |                   |                   |                   |                   |                   |                   |           |           |                   |                   |                   |                   |                   |                   |              |              |              |              |  |  |              |              |              |              |                |                |                |                |                |                |  |  |                 |                 |                 |                 |                 |                 |               |               |               |               |             |             |             |             |
|                    |                    |                    |                    | Leonie Brüggemann  | Leonie Brüggemann  | Leonie Brüggemann | Leonie Brüggemann | Leonie Brüggemann | Leonie Brüggemann |                   |                   | Tim Hoppe         | Tim Hoppe         | Tim Hoppe | Tim Hoppe | Tim Hoppe         | Tim Hoppe         |                   |                   | Greta Hansen      | Greta Hansen      | Greta Hansen | Greta Hansen | Greta Hansen | Greta Hansen |  |  | Lilie Hansen | Lilie Hansen | Lilie Hansen | Lilie Hansen | Lilie Hansen   | Lilie Hansen   |                |                |                |                |  |  |                 |                 |                 |                 | Nelly Spieker   | Nelly Spieker   | Nelly Spieker | Nelly Spieker | Nelly Spieker | Nelly Spieker |             |             |             |             |

|                    |                    |                    |                    |                    |                    |  |  | Herr Randersagger   | Herr Randersagger   | Herr Randersagger   | Herr Randersagger   | Herr Randersagger   | Herr Randersagger   |  |  |  |  |  |  | Frau Randersagger     | Frau Randersagger     | Frau Randersagger     | Frau Randersagger     | Frau Randersagger     | Frau Randersagger     |
|                    |                    |                    |                    |                    |                    |  |  | Herr Randersagger   | Herr Randersagger   | Herr Randersagger   | Herr Randersagger   | Herr Randersagger   | Herr Randersagger   |  |  |  |  |  |  | Frau Randersagger     | Frau Randersagger     | Frau Randersagger     | Frau Randersagger     | Frau Randersagger     | Frau Randersagger     |
|                    |                    |                    |                    |                    |                    |  |  |                     |                     |                     |                     |                     |                     |  |  |  |  |  |  |                       |                       |                       |                       |                       |                       |
|                    |                    |                    |                    |                    |                    |  |  |                     |                     |                     |                     |                     |                     |  |  |  |  |  |  |                       |                       |                       |                       |                       |                       |
| Vinzenz Grieshaber | Vinzenz Grieshaber | Vinzenz Grieshaber | Vinzenz Grieshaber | Vinzenz Grieshaber | Vinzenz Grieshaber |  |  | Josefine Grieshaber | Josefine Grieshaber | Josefine Grieshaber | Josefine Grieshaber | Josefine Grieshaber | Josefine Grieshaber |  |  |  |  |  |  | Valentin Randersagger | Valentin Randersagger | Valentin Randersagger | Valentin Randersagger | Valentin Randersagger | Valentin Randersagger |
| Vinzenz Grieshaber | Vinzenz Grieshaber | Vinzenz Grieshaber | Vinzenz Grieshaber | Vinzenz Grieshaber | Vinzenz Grieshaber |  |  | Josefine Grieshaber | Josefine Grieshaber | Josefine Grieshaber | Josefine Grieshaber | Josefine Grieshaber | Josefine Grieshaber |  |  |  |  |  |  | Valentin Randersagger | Valentin Randersagger | Valentin Randersagger | Valentin Randersagger | Valentin Randersagger | Valentin Randersagger |
|                    |                    |                    |                    |                    |                    |  |  |                     |                     |                     |                     |                     |                     |  |  |  |  |  |  |                       |                       |                       |                       |                       |                       |
|                    |                    |                    |                    |                    |                    |  |  |                     |                     |                     |                     |                     |                     |  |  |  |  |  |  |                       |                       |                       |                       |                       |                       |
| Jakob Grieshaber   | Jakob Grieshaber   | Jakob Grieshaber   | Jakob Grieshaber   | Jakob Grieshaber   | Jakob Grieshaber   |  |  | Jonas Grieshaber    | Jonas Grieshaber    | Jonas Grieshaber    | Jonas Grieshaber    | Jonas Grieshaber    | Jonas Grieshaber    |  |  |  |  |  |  | Taddeo Randersagger   | Taddeo Randersagger   | Taddeo Randersagger   | Taddeo Randersagger   | Taddeo Randersagger   | Taddeo Randersagger   |

|             |             |             |             | Tomasz Kulka | Tomasz Kulka | Tomasz Kulka | Tomasz Kulka | Tomasz Kulka  | Tomasz Kulka  |               |               | Maria Kulka   | Maria Kulka   | Maria Kulka | Maria Kulka | Maria Kulka   | Maria Kulka   |               |               |               |               |  |  | Martin Kalkbrenner | Martin Kalkbrenner | Martin Kalkbrenner | Martin Kalkbrenner | Martin Kalkbrenner | Martin Kalkbrenner |  |  | Petra Krämer | Petra Krämer | Petra Krämer | Petra Krämer | Petra Krämer | Petra Krämer |
|             |             |             |             | Tomasz Kulka | Tomasz Kulka | Tomasz Kulka | Tomasz Kulka | Tomasz Kulka  | Tomasz Kulka  |               |               | Maria Kulka   | Maria Kulka   | Maria Kulka | Maria Kulka | Maria Kulka   | Maria Kulka   |               |               |               |               |  |  | Martin Kalkbrenner | Martin Kalkbrenner | Martin Kalkbrenner | Martin Kalkbrenner | Martin Kalkbrenner | Martin Kalkbrenner |  |  | Petra Krämer | Petra Krämer | Petra Krämer | Petra Krämer | Petra Krämer | Petra Krämer |
|             |             |             |             |              |              |              |              |               |               |               |               |               |               |             |             |               |               |               |               |               |               |  |  |                    |                    |                    |                    |                    |                    |  |  |              |              |              |              |              |              |
|             |             |             |             |              |              |              |              |               |               |               |               |               |               |             |             |               |               |               |               |               |               |  |  |                    |                    |                    |                    |                    |                    |  |  |              |              |              |              |              |              |
| Pawel Kulka | Pawel Kulka | Pawel Kulka | Pawel Kulka | Pawel Kulka  | Pawel Kulka  |              |              | Paulina Kulka | Paulina Kulka | Paulina Kulka | Paulina Kulka | Paulina Kulka | Paulina Kulka |             |             | Kasimir Kulka | Kasimir Kulka | Kasimir Kulka | Kasimir Kulka | Kasimir Kulka | Kasimir Kulka |  |  | Jan Kalkbrenner    | Jan Kalkbrenner    | Jan Kalkbrenner    | Jan Kalkbrenner    | Jan Kalkbrenner    | Jan Kalkbrenner    |  |  | Lucy Krämer  | Lucy Krämer  | Lucy Krämer  | Lucy Krämer  | Lucy Krämer  | Lucy Krämer  |

## Hauptdarsteller
Hauptdarsteller (●)
Nebendarsteller (●)

### Familie Hansen/Spieker
|                     |                                      |                                            | Staffeln | Staffeln | Staffeln | Staffeln | Staffeln | Staffeln | Staffeln | Staffeln | Staffeln | Staffeln |                       | |
| Schauspieler        | Rollenname                           | Folgen                                     | 1        | 2        | 3        | 4        | 5        | 6        | 7        | 8        | 9        | 10       | Zeitraum              | Bemerkungen |
| ------------------- | ------------------------------------ | ------------------------------------------ | -------- | -------- | -------- | -------- | -------- | -------- | -------- | -------- | -------- | -------- | --------------------- | --- |
| Enya Elstner        | Greta Hansen                         | 1–32, 38–63, 68, 73–87, 100, 108, 115, 128 | ●        | ●        | ●        | ●        | ●        | ●        | ●        | ●        | ●        | ●        | 2010–2024             | Enkelin von Almut, Tochter von Annette und Philip, Schwester von Lilie, Cousine von Nelly, Nichte von Susanne, Ex-Freundin von Jonas und Luis, Freundin von Felix    |
| Lotte Hanné         | Lilie Hansen                         | 1–71                                       | ●        | ●        | ●        | ●        | ●        | ●        |          |          |          |          | 2010–2017             | Enkelin von Almut, Tochter von Annette und Philip, Schwester von Greta, Cousine von Nelly, Nichte von Susanne                                                        |
| Heikko Deutschmann  | Dr. Philip Hansen                    | 1–108                                      | ●        | ●        | ●        | ●        | ●        | ●        | ●        | ●        | ●        |          | 2010–2022             | Ex-Mann von Annette, Freund von Helena, Vater von Greta und Lilie, Pflegevater von Tim                                                                               |
| Floriane Daniel     | Annette „Netti“ Hansen, geb. Spieker | 1–52, 56, 67                               | ●        | ●        | ●        | ●        | ●        | ●        |          |          |          |          | 2010–2014, 2015, 2016 | Tochter von Almut, Ex-Frau von Philip, Mutter von Greta und Lilie, Schwester von Susanne, Tante von Nelly In Folge 56 nur Stimmenauftritt, in Folge 67 nur Videochat |
| Angelika Bender     | Almut Spieker                        | 3, 11, 22–23, 52                           | ●        | ●        |          | ●        |          |          |          |          |          |          | 2010–2011, 2014       | Mutter von Annette und Susanne, Oma von Greta, Lilie und Nelly |
| Jule-Marleen Schuck | Nelly Spieker                        | 27–73, 82, 86, 90–100, 108                 |          |          | ●        | ●        | ●        | ●        | ●        | ●        | ●        |          | 2013–2022             | Enkelin von Almut, Tochter von Susanne und Jobst, Cousine von Greta und Lilie, Nichte von Annette, Freundin von Joel                                                 |
| Susanne Berckhemer  | Susanne „Suse“ Spieker               | 27–33, 38–41, 50, 63                       |          |          | ●        | ●        | ●        |          |          |          |          |          | 2013–2014, 2014, 2015 | Tochter von Almut, Ex-Freundin von Jobst, Mutter von Nelly, Schwester von Annette, Tante von Greta und Lilie In Folge 50 nur Videochat                               |
| Kai Scheve          | Jobst Lauer                          | 62–63, 67–68                               |          |          |          |          | ●        | ●        |          |          |          |          | 2015–2016             | Ex-Freund von Susanne, Vater von Nelly |

### Familie Brüggemann
|                  |                         |                           | Staffeln | Staffeln | Staffeln | Staffeln | Staffeln | Staffeln | Staffeln | Staffeln | Staffeln | Staffeln |           |                                                                                |
| Schauspieler     | Rollenname              | Folgen                    | 1        | 2        | 3        | 4        | 5        | 6        | 7        | 8        | 9        | 10       | Zeitraum  | Bemerkungen                                                                    |
| ---------------- | ----------------------- | ------------------------- | -------- | -------- | -------- | -------- | -------- | -------- | -------- | -------- | -------- | -------- | --------- | ------------------------------------------------------------------------------ |
| Phillis Lara Lau | Leonie „Leo“ Brüggemann | 69–108, 119–120, 123, 127 |          |          |          |          |          | ●        | ●        | ●        | ●        | ●        | 2016–2024 | Tochter von Helena und Andreas                                                 |
| Julia Jäger      | Helena Brüggemann       | 69–108                    |          |          |          |          |          | ●        | ●        | ●        | ●        |          | 2016–2022 | Ex-Frau von Andreas, Freundin von Philip, Mutter von Leo, Pflegemutter von Tim |
| Stephan Szász    | Andreas Brüggemann      | 71–72, 75–76              |          |          |          |          |          | ●        |          |          |          |          | 2017      | Ex-Mann von Helena, Vater von Leo                                              |

### Familie Hoppe
|                     |                  |        | Staffeln | Staffeln | Staffeln | Staffeln | Staffeln | Staffeln | Staffeln | Staffeln | Staffeln | Staffeln |           |                                                      |
| Schauspieler        | Rollenname       | Folgen | 1        | 2        | 3        | 4        | 5        | 6        | 7        | 8        | 9        | 10       | Zeitraum  | Bemerkungen                                          |
| ------------------- | ---------------- | ------ | -------- | -------- | -------- | -------- | -------- | -------- | -------- | -------- | -------- | -------- | --------- | ---------------------------------------------------- |
| Noah Boehm          | Tim Hoppe        | 90–108 |          |          |          |          |          |          | ●        | ●        | ●        |          | 2018–2022 | Enkel von Waldemar, Pflegesohn von Philip und Helena |
| Carl Heinz Choynski | Waldemar Hoppe † | 90, 94 |          |          |          |          |          |          | ●        | ●        |          |          | 2018–2020 | Opa von Tim                                          |

### Familie Grieshaber/Randersagger
|                        |                                        |                                          | Staffeln | Staffeln | Staffeln | Staffeln | Staffeln | Staffeln | Staffeln | Staffeln | Staffeln | Staffeln |           | |
| Schauspieler           | Rollenname                             | Folgen                                   | 1        | 2        | 3        | 4        | 5        | 6        | 7        | 8        | 9        | 10       | Zeitraum  | Bemerkungen                                                                                                 |
| ---------------------- | -------------------------------------- | ---------------------------------------- | -------- | -------- | -------- | -------- | -------- | -------- | -------- | -------- | -------- | -------- | --------- | --- |
| Fynn Henkel            | Jonas Grieshaber                       | 1–27, 40, 51–52, 57                      | ●        | ●        | ●        | ●        | ●        |          |          |          |          |          | 2010–2015 | Sohn von Josefine und Vinzenz, Bruder von Jakob, Neffe von Valentin, Cousin von Taddeo, Ex-Freund von Greta |
| Leon Glatzeder         | Jakob Grieshaber                       | 1, 4, 9                                  | ●        |          |          |          |          |          |          |          |          |          | 2010      | Sohn von Josefine und Vinzenz, Bruder von Jonas, Neffe von Valentin, Cousin von Taddeo, Freund von Janine   |
| Michael Sideris        | Vinzenz Grieshaber                     | 1–93, 101–109, 115                       | ●        | ●        | ●        | ●        | ●        | ●        | ●        | ●        | ●        |          | 2010–2022 | Mann von Josefine, Vater von Jonas und Jakob, Schwager von Valentin, Onkel von Taddeo                       |
| Sanne Schnapp          | Josefine Grieshaber, geb. Randersagger | 1–78, 83, 86, 88, 93, 101–109, 115, 118– | ●        | ●        | ●        | ●        | ●        | ●        | ●        | ●        | ●        | ●        | 2010–     | Frau von Vinzenz, Mutter von Jonas und Jakob, Schwester von Valentin, Tante von Taddeo                      |
| Peter Kraus            | Herr Randersagger                      | 19                                       |          | ●        |          |          |          |          |          |          |          |          | 2011      | Mann von Frau Randersagger, Vater von Josefine und Valentin, Opa von Jakob, Jonas und Taddeo                |
| Ruth Felder-Barthelmes | Frau Randersagger                      | 19                                       |          | ●        |          |          |          |          |          |          |          |          | 2011      | Frau von Herr Randersagger, Mutter von Josefine und Valentin, Oma von Jakob, Jonas und Taddeo               |
| Kajetan Filip Simon    | Taddeo Randersagger                    | 118–                                     |          |          |          |          |          |          |          |          |          | ●        | 2023–     | Sohn von Valentin, Neffe von Josefine und Vinzenz, Cousin von Jonas und Jakob                               |
| Uke Bosse              | Valentin Randersagger                  | 118–                                     |          |          |          |          |          |          |          |          |          | ●        | 2023–     | Vater von Taddeo, Bruder von Josefine, Schwager von Vinzenz, Onkel von Jonas und Jakob                      |

### Familie Kulka
|                 |               |                                                | Staffeln | Staffeln | Staffeln | Staffeln | Staffeln | Staffeln | Staffeln | Staffeln | Staffeln | Staffeln |           |                                                                                    |
| Schauspieler    | Rollenname    | Folgen                                         | 1        | 2        | 3        | 4        | 5        | 6        | 7        | 8        | 9        | 10       | Zeitraum  | Bemerkungen                                                                        |
| --------------- | ------------- | ---------------------------------------------- | -------- | -------- | -------- | -------- | -------- | -------- | -------- | -------- | -------- | -------- | --------- | ---------------------------------------------------------------------------------- |
| Tabea Hug       | Paulina Kulka | 28–104, 107, 116                               |          |          | ●        | ●        | ●        | ●        | ●        | ●        | ●        |          | 2013–2022 | Tochter von Maria und Tomasz, Schwester von Pawel und Kasimir, Freundin von Martha |
| Moritz Knapp    | Pawel Kulka   | 28–70, 77, 88, 92–93                           |          |          | ●        | ●        | ●        | ●        | ●        | ●        |          |          | 2013–2020 | Sohn von Maria und Tomasz, Bruder von Paulina und Kasimir, Freund von Jessie       |
| Adrian Topol    | Tomasz Kulka  | 28–36, 40, 45–51, 55–70, 74–83, 88, 92–93, 104 |          |          | ●        | ●        | ●        | ●        | ●        | ●        |          |          | 2013–2020 | Mann von Maria, Vater von Pawel, Paulina und Kasimir                               |
| Julia Gorr      | Maria Kulka   | 30, 36, 46–50, 58, 61–62                       |          |          | ●        | ●        | ●        |          |          |          |          |          | 2013–2015 | Frau von Tomasz, Mutter von Pawel, Paulina und Kasimir                             |
| Anja Antonowicz | Maria Kulka   | 88–93                                          |          |          |          |          |          |          | ●        | ●        |          |          | 2018–2020 | Frau von Tomasz, Mutter von Pawel, Paulina und Kasimir                             |
| Leonardo Scholz | Kasimir Kulka | 70                                             |          |          |          |          |          | ●        |          |          |          |          | 2017      | Sohn von Maria und Tomasz, Bruder von Pawel und Paulina                            |
| Finn Fiebig     | Fred          | 81                                             |          |          |          |          |          |          | ●        |          |          |          | 2018      | Cousin von Pawel, Paulina und Kasimir                                              |

### Familie Krämer/Kalkbrenner
|                    |                    |        | Staffeln | Staffeln | Staffeln | Staffeln | Staffeln | Staffeln | Staffeln | Staffeln | Staffeln | Staffeln |           | |
| Schauspieler       | Rollenname         | Folgen | 1        | 2        | 3        | 4        | 5        | 6        | 7        | 8        | 9        | 10       | Zeitraum  | Bemerkungen                                                                                                  |
| ------------------ | ------------------ | ------ | -------- | -------- | -------- | -------- | -------- | -------- | -------- | -------- | -------- | -------- | --------- | --- |
| Giuliano Marieni   | Jan Kalkbrenner    | 72–104 |          |          |          |          |          | ●        | ●        | ●        |          |          | 2017–2021 | Sohn von Martin, Stiefbruder von Lucy, Stiefsohn von Petra, Freund von Lea                                   |
| Tim Kalkhof        | Martin Kalkbrenner | 74–89  |          |          |          |          |          | ●        | ●        |          |          |          | 2017–2018 | Mann von Petra, Vater von Jan, Stiefvater von Lucy                                                           |
| Sebastian Achilles | Martin Kalkbrenner | 93–    |          |          |          |          |          |          |          | ●        | ●        | ●        | 2020–     | Mann von Petra, Vater von Jan, Stiefvater von Lucy                                                           |
| Paulina Schnurrer  | Lucy Krämer        | 80–    |          |          |          |          |          |          | ●        | ●        | ●        | ●        | 2018–     | Tochter von Petra, Stiefschwester von Jan, Stieftochter von Martin, Großnichte von Jakob, Freundin von Robin |
| Jana Reinermann    | Petra Krämer       | 80–    |          |          |          |          |          |          | ●        | ●        | ●        | ●        | 2018–     | Frau von Martin, Mutter von Lucy, Stiefmutter von Jan, Nichte von Jakob                                      |
| Volker Conradt     | Jakob Krämer       | 80–    |          |          |          |          |          |          | ●        | ●        | ●        | ●        | 2018–     | Onkel von Petra, Großonkel von Lucy                                                                          |

### Familie Brenner
|                |               |                             | Staffeln | Staffeln | Staffeln | Staffeln | Staffeln | Staffeln | Staffeln | Staffeln | Staffeln | Staffeln |                 |                                                   |
| Schauspieler   | Rollenname    | Folgen                      | 1        | 2        | 3        | 4        | 5        | 6        | 7        | 8        | 9        | 10       | Zeitraum        | Bemerkungen                                       |
| -------------- | ------------- | --------------------------- | -------- | -------- | -------- | -------- | -------- | -------- | -------- | -------- | -------- | -------- | --------------- | ------------------------------------------------- |
| Aaron Koszuta  | Felix Brenner | 79, 81, 87–88, 95, 100, 128 |          |          |          |          |          |          | ●        | ●        |          | ●        | 2018–2021, 2024 | Bruder von Anne, Onkel von Toni, Freund von Greta |
| Anna Malner    | Toni Brenner  | 95–                         |          |          |          |          |          |          |          | ●        | ●        | ●        | 2020–           | Tochter von Anne, Nichte von Felix                |
| Leonie Parusel | Anne Brenner  | 95, 103–104, 130            |          |          |          |          |          |          |          | ●        |          | ●        | 2020–2021, 2024 | Schwester von Felix, Mutter von Toni              |

### Familie Winter
|                    |                 |        | Staffeln | Staffeln | Staffeln | Staffeln | Staffeln | Staffeln | Staffeln | Staffeln | Staffeln | Staffeln |          |                                                         |
| Schauspieler       | Rollenname      | Folgen | 1        | 2        | 3        | 4        | 5        | 6        | 7        | 8        | 9        | 10       | Zeitraum | Bemerkungen                                             |
| ------------------ | --------------- | ------ | -------- | -------- | -------- | -------- | -------- | -------- | -------- | -------- | -------- | -------- | -------- | ------------------------------------------------------- |
| Jochen Schropp     | Dr. Kajo Winter | 105–   |          |          |          |          |          |          |          |          | ●        | ●        | 2022–    | Sohn von Irene, Vater von Sam und Liam, Freund von Dina |
| Yann Cosack        | Sam Winter      | 110–   |          |          |          |          |          |          |          |          | ●        | ●        | 2022–    | Enkel von Irene, Sohn von Kajo, Bruder von Liam         |
| Nils Hofschneider  | Liam Winter     | 110–   |          |          |          |          |          |          |          |          | ●        | ●        | 2022–    | Enkel von Irene, Sohn von Kajo, Bruder von Sam          |
| Diana Maria Breuer | Irene Winter    | 112    |          |          |          |          |          |          |          |          | ●        |          | 2022     | Mutter von Kajo, Oma von Sam und Liam                   |

### Familie Estili
|              |              |        | Staffeln | Staffeln | Staffeln | Staffeln | Staffeln | Staffeln | Staffeln | Staffeln | Staffeln | Staffeln |          |                                                                 |
| Schauspieler | Rollenname   | Folgen | 1        | 2        | 3        | 4        | 5        | 6        | 7        | 8        | 9        | 10       | Zeitraum | Bemerkungen                                                     |
| ------------ | ------------ | ------ | -------- | -------- | -------- | -------- | -------- | -------- | -------- | -------- | -------- | -------- | -------- | --------------------------------------------------------------- |
| Maya Haddad  | Dina Estili  | 106–   |          |          |          |          |          |          |          |          | ●        | ●        | 2022–    | Tochter von Meral und Reza, Mutter von Ronja, Freundin von Kajo |
| Kaya Völkers | Ronja Estili | 109–   |          |          |          |          |          |          |          |          | ●        | ●        | 2022–    | Enkelin von Meral und Reza, Tochter von Dina                    |
| Inaam Wali   | Meral Estili | 130    |          |          |          |          |          |          |          |          |          | ●        | 2024     | Frau von Reza, Mutter von Dina, Oma von Ronja                   |
| Haydar Zorlu | Reza Estili  | 130    |          |          |          |          |          |          |          |          |          | ●        | 2024     | Mann von Meral, Vater von Dina, Opa von Ronja                   |

## Nebendarsteller

### Gretas Klassenkameraden
| Schauspieler      | Rollenname     | Folgen                 | Staffeln | Zeitraum        | Bemerkungen                    |
| ----------------- | -------------- | ---------------------- | -------- | --------------- | ------------------------------ |
| Zora Achtnich     | Celine Raichle | 1–27, 46–47, 52–53, 63 | 1–5      | 2010–2015       | Schwester von Lucie            |
| Nele Guderian     | Emma Löffler   | 1–26, 31, 42, 52, 71   | 1–4, 6   | 2010–2014, 2017 | Tochter von Silke              |
| Eyüp Ertan        | Cem Akcay      | 1–26, 52               | 1–2, 4   | 2010–2011, 2014 | Sohn von Fadime und Herr Akcay |
| Bea Albermann     | Natalia        | 1–26                   | 1–2      | 2010–2011       |                                |
| Maximilian Bilger | Luka           | 1–13                   | 1        | 2010            |                                |
| Maximilian Werner | Paul Baumann   | 5, 11, 14, 18–19, 21   | 1–2      | 2010–2011       | Sohn von Gisi                  |
| Olivia Burkhart   | Sophie Hagen   | 17–24                  | 2        | 2011            |                                |
| Tim Diefenbach    | Timo Frey      | 17–24                  | 2        | 2011            |                                |

### Nellys Klassenkameraden
| Schauspieler         | Rollenname                 | Folgen                      | Staffeln | Zeitraum  | Bemerkungen                                 |
| -------------------- | -------------------------- | --------------------------- | -------- | --------- | ------------------------------------------- |
| Nozomi Linus Kaisar  | Ben „Big Ben“ Armbruster   | 29–34, 38–44, 54–56, 62, 68 | 3–6      | 2013–2016 | Bruder von Tom                              |
| Luise Ehl            | Constanze „Conny“ Elsässer | 29–46, 53–56, 62–63         | 3–5      | 2013–2015 | Tochter von Anita und Werner                |
| Sophia Scheske       | Kim „Kimmi“ Hecker         | 29–47, 53–55, 63            | 3–5      | 2013–2015 |                                             |
| Nicolaj Wolf         | Gustav Ott                 | 29–49, 54–55                | 3–5      | 2013–2015 | Sohn von Frau Ott In Folge 55 nur Videochat |
| Clara Sofie Halouska | Jessie Nagel               | 42–49, 53–70                | 4–6      | 2014–2017 | Tochter von Isa, Freundin von Pawel         |
| Andreas Warmbrunn    | Dominik Bentz              | 54–55, 58, 62               | 5        | 2015      |                                             |

### Leos Klassenkameraden
| Schauspieler   | Rollenname                    | Folgen       | Staffeln | Zeitraum   | Bemerkungen                                      |
| -------------- | ----------------------------- | ------------ | -------- | ---------- | ------------------------------------------------ |
| Smilla Kunkel  | Charlotte „Charlie“ Bischoff  | 73–78, 85    | 6, 7     | 2017, 2018 | Schwester von Emilie, Pflegeschwester von Hanadi |
| Matthieu Harre | Linus Schäfer                 | 73–78        | 6        | 2017       |                                                  |
| Fee Langela    | Deborah „Debbie“ Schellhammer | 73–74, 77–78 | 6        | 2017       |                                                  |

### Eltern und Geschwister
| Schauspieler     | Rollenname             | Folgen                             | Staffeln | Zeitraum   | Bemerkungen                                                 |
| ---------------- | ---------------------- | ---------------------------------- | -------- | ---------- | ----------------------------------------------------------- |
| Anja Klawun      | Silke Löffler          | 1, 7, 19–20, 23–24, 31, 33, 41, 43 | 1–4      | 2010–2014  | Mutter von Emma                                             |
| Kirstin Petri    | Gisi Baumann           | 5, 14–15, 19, 31                   | 1–3      | 2010–2013  | Mutter von Paul                                             |
| Hülya Duyar      | Fadime Akcay           | 7, 18–21, 24, 33, 37–39            | 1–3      | 2010–2013  | Frau von Herr Akcay, Mutter von Cem                         |
| Aykut Kayacık    | Herr Akcay             | 10                                 | 1        | 2010       | Mann von Fadime, Vater von Cem                              |
| Emily Herrmann   | Lucie Raichle          | 16–22, 26                          | 2        | 2011       | Schwester von Celine                                        |
| Sophie Engert    | Frau Raichle           | 16                                 | 2        | 2011       | Mutter von Celine und Lucie                                 |
| Katja Frenzel    | Frau Ott               | 29–44, 54–55                       | 3–5      | 2013–2015  | Mutter von Gustav, Lehrerin von Nelly und Co.               |
| Astrid Posner    | Anita Elsässer         | 30–31, 53                          | 3, 5     | 2013, 2015 | Frau von Werner, Mutter von Constanze                       |
| Michael Kind     | Werner Elsässer        | 30–31                              | 3        | 2013       | Mann von Anita, Vater von Constanze                         |
| Nora Jokhosha    | Isabelle „Isa“ Nagel   | 56–69                              | 5–6      | 2015–2016  | Mutter von Jessie, ehemalige Arzthelferin in Philips Praxis |
| Falk Rockstroh   | Herr Stiller           | 56, 60                             | 5        | 2015       | Vater von Isa, Opa von Jessie                               |
| Nemo Frenzel     | Tom „Tommy“ Armbruster | 68                                 | 6        | 2016       | Bruder von Ben                                              |
| Kristin Lenhardt | Frau Armbruster        | 68                                 | 6        | 2016       | Mutter von Ben und Tom                                      |
| Chiara Eiche     | Emilie Bischoff        | 73–76                              | 6        | 2017       | Schwester von Charlie, Pflegeschwester von Hanadi           |
| Sue Mossbauer    | Hanadi                 | 76                                 | 6        | 2017       | Pflegeschwester von Charlie und Emilie                      |

### Weitere Darsteller
| Schauspieler      | Rollenname                      | Folgen                                                             | Staffeln | Zeitraum        | Bemerkungen                                              |
| ----------------- | ------------------------------- | ------------------------------------------------------------------ | -------- | --------------- | -------------------------------------------------------- |
| Irene Rindje      | Frau Heidelbach                 | 1–10                                                               | 1        | 2010            | Lehrerin von Greta und Co.                               |
| Georg Blumreiter  | Markus Merz                     | 4, 13–14, 22–26, 31, 34, 38–42, 45–49, 52, 62–63, 66, 70, 122, 125 | 1–6, 10  | 2010–2017, 2023 | Bauer                                                    |
| Olga von Luckwald | Janine                          | 4, 9                                                               | 1        | 2010            | Freundin von Jakob                                       |
| Gernot Hertel     | Herr Bischek                    | 15, 21–24                                                          | 2        | 2011            | Bauer                                                    |
| Silas Breiding    | Berthold „Bertie“ Heckenbichler | 16–54                                                              | 2–5      | 2011–2015       | ehemaliger Arzthelfer in Philips Praxis                  |
| Anna Böger        | Frau Haller                     | 18–24                                                              | 2        | 2011            | Lehrerin von Greta und Co.                               |
| Lion Wasczyk      | Luis                            | 53–60                                                              | 5        | 2015            | Ex-Freund von Greta                                      |
| Christian Pätzold | Dr. Waldemar Wecker             | 67–76                                                              | 6        | 2016–2017       | Tierarzt, ging in Rente und Philip übernahm seine Praxis |
| Judith Mauthe     | Lehrerin                        | 73, 77–78                                                          | 6        | 2017            | Lehrerin von Leo und Co.                                 |
| Rainer Piwek      | Ferdy Paulsen                   | 77–78, 82, 86                                                      | 6–7      | 2017–2018       | Koch, Vater von Zina, Onkel von Martha, Chef von Martin  |
| Jörg Steinberg    | Ferdy Paulsen                   | 97, 104, 114, 117                                                  | 8–9      | 2020–2022       | Koch, Vater von Zina, Onkel von Martha, Chef von Martin  |
| Lena Meyer        | Zina Paulsen                    | 82                                                                 | 7        | 2018            | Tochter von Ferdy                                        |
| Laila Padotzke    | Lea                             | 97, 103                                                            | 8        | 2020, 2021      | Freundin von Jan                                         |
| Julius Hotz       | Joel                            | 98, 100                                                            | 8        | 2020, 2021      | Freund von Nelly                                         |
| Elea Krütten      | Martha Behrens                  | 104, 116                                                           | 8–9      | 2021–2022       | Tochter von Anja, Nichte von Ferdy, Freundin von Paulina |
| Angela Scherz     | Anja Behrens                    | 116                                                                | 9        | 2022            | Mutter von Martha                                        |
| Levi Busch        | Robin Tanner                    | 127                                                                | 10       | 2024            | Sohn von Herr Tanner, Freund von Lucy                    |
| Henry Meyer       | Herr Tanner                     | 127                                                                | 10       | 2024            | Vater von Robin                                          |